# 五式中戰車
五式中戰車Chi-Ri（日语：五式中戦車 チリ）是日本陸軍於第二次世界大戰後期開發的中型戰車，比當時日本擁有的最先進中戰車——四式中戰車更重、戰鬥力更強。

## 歷史與發展
五式中戰車的原型車於1945年5月完成，該車並未有武裝。該項目很快因人力短缺與資源不足而被棄置，改將資源集中於較為小型和實際的四式中戰車。與其他日本在大戰後期所開發的武器相同，都因缺乏原料而無法生產，以及盟軍的轟炸導致無法脫離原型階段。

## 設計
五式中戰車有著四式戰車的加長型底盤，有8個路輪而非四式的7個。使用的是日本的通用履帶、前部驅動輪與後部惰輪。五式戰車也有著斜面裝甲，車前裝甲最大厚度為75公釐。
五式中設計起初是以柴油引擎為動力，但在日本投降前尚未開發出足夠動力的引擎，因此陸軍將淘汰的九八式輕轟炸機的Ha-9II乙型發動機備料改為戰車用，並安裝車輛用變速裝置；Ha-9發動機為德國BMW VI引擎技術轉移給川崎重工生產，但測試時，空中標準最大出力800匹馬力的川崎九八式ハ9-II乙引擎，在戰車上的出力僅有550匹馬力。
引擎室的設計仿造M3輕戰車，引擎室的上方與尾部下方是可開式大型倉蓋，可以直接將引擎吊出以節省後勤壓力。
武裝方面，原本預計要裝載九九式88mm L45 防空砲，但该炮产能极低。于是决定裝載與四式中戰車相同的五式戰車砲75mm L56.4（以四式7.5公分高射炮改良而成），並搭配半自動裝填系統以降低成員負擔，但最终还是没有搭配裝填系統。该炮的穿甲弹穿透力，据陸上自衛隊幹部学校戰史教官室的二战时近卫第3师团資料表明是一千米100毫米。。此外陸軍打算將量產版本加上副砲——一式37公釐戰車砲和同軸九七式車載重機槍，後者主要來對付步兵。

## 戰鬥記錄

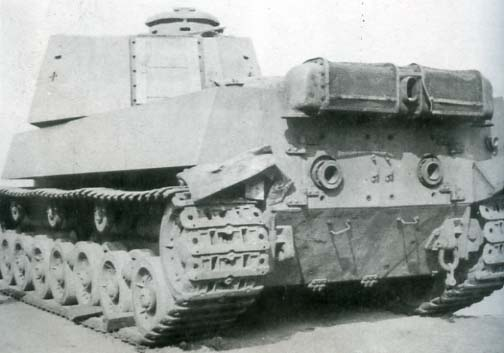
五式中戰車的背面

與四式中戰車，五式戰車也是被作為本土決戰的防禦武器以對付盟軍登陸。陸軍將領計畫將五式戰車編入大型的裝甲師單位中，把盟軍趕回海裡，但直到終戰時，仍沒有一輛五式戰車被生產出來（仍在等待配裝主砲）。
唯一的原型車和四式中戰車的樣車一同被美軍所繳獲，但其後下落不明。一說在戰後由船運往亞伯丁實驗場時遇到颱風，為了船隻安全拋入海中。另有一說是在韓戰時因為鋼鐵不足，被當做鋼鐵材來使用。

## 衍生型
- ホリ驅逐戰車（試製五式砲戦車）：ホリ驅逐戰車是五式戰車另一種更具威力的型號，其裝備了105公釐的火砲來取代原先的75公釐砲。該構想可能取自於德國的獵虎式驅逐戰車。但並未有任何原型車，僅為一個設計概念[5]。部分戰爭題材遊戲如《戰爭雷霆》、《應徵入伍》等有模擬該車實際出擊的情形。

## 資料來源
1. ↑  Zaloga.Japanese Tanks 1939-45
2. 1 2  .   [2010-08-14]. （原始内容存档于2020-02-23）.
3. ↑  白井明雄 『日本陸軍「戦訓」の研究』 94頁、107頁
4. ↑  .   [2010-08-14]. （原始内容存档于2008-02-12）.
5. ↑  .   [2010-08-14]. （原始内容存档于2011-06-15）. A concept drawing